# Авиллер (Мёрт и Мозель)
Авилле́р (фр. Avillers) — коммуна во французском департаменте Мёрт и Мозель, региона Лотарингия. Относится к  кантону Одюн-ле-Роман.	

## География
Авиллер расположен в 40 км к северо-западу от Меца на западной границе департамента. Соседние коммуны: Домпри на востоке, Пьенн на юго-востоке.

## Демография
Население коммуны на 2010 год составляло 94 человека.
| 1962 | 1968 | 1975 | 1982 | 1990 | 1999 | 2010 |
| ---- | ---- | ---- | ---- | ---- | ---- | ---- |
| 125  | 96   | 74   | 74   | 58   | 79   | 94   |